# Carolina Guilhermina de Hesse-Cassel
Carolina, Princesa de Anhalt-Zerbst (Cassel, 10 de maio de 1732 – Zerbst, 22 de maio de 1759), nascida como princesa Carolina Guilhermina Sofia de Hesse-Cassel, foi a primeira esposa de Frederico Augusto, Príncipe de Anhalt-Zerbst.

## Biografia
Carolina Guilhermina Sofia de Hesse-Cassel nasceu em 10 de maio de 1732, era filha do príncipe Maximiliano de Hesse-Cassel e Frederica Carlota de Hesse-Darmstadt. Seus avós paternos foram Carlos I, Conde de Hesse-Cassel e Maria Amália da Curlândia. Seus avós maternos eram Ernesto Luís, Conde de Hesse-Darmstadt e a princesa Doroteia Carlota de Brandemburgo-Ansbach.
Em 17 de novembro de 1753, casou-se com Frederico Augusto, Príncipe de Anhalt-Zerbst em Zerbst, tornando-se consorte do Principado de Anhalt-Zerbst. O casal não teve filhos.
Ela morreu em 22 de maio de 1759.

## Genealogia
| Carolina Guilhermina de Hesse-Cassel | Pai: Maximiliano de Hesse-Cassel          | Avô paterno: Carlos I de Hesse-Cassel                 | Bisavô paterno: Guilherme VI de Hesse-Cassel            |
| Carolina Guilhermina de Hesse-Cassel | Pai: Maximiliano de Hesse-Cassel          | Avô paterno: Carlos I de Hesse-Cassel                 | Bisavó paterna: Edviges Sofia de Brandemburgo           |
| Carolina Guilhermina de Hesse-Cassel | Pai: Maximiliano de Hesse-Cassel          | Avó paterna: Maria Amália da Curlândia                | Bisavô paterno: Jacob Kettler                           |
| Carolina Guilhermina de Hesse-Cassel | Pai: Maximiliano de Hesse-Cassel          | Avó paterna: Maria Amália da Curlândia                | Bisavó paterna: Luísa Carlota de Brandemburgo           |
| Carolina Guilhermina de Hesse-Cassel | Mãe: Frederica Carlota de Hesse-Darmstadt | Avô materno: Ernesto Luís de Hesse-Darmstadt          | Bisavô materno: Luís VI de Hesse-Darmstadt              |
| Carolina Guilhermina de Hesse-Cassel | Mãe: Frederica Carlota de Hesse-Darmstadt | Avô materno: Ernesto Luís de Hesse-Darmstadt          | Bisavó materna: Isabel Doroteia de Saxe-Gota-Altemburgo |
| Carolina Guilhermina de Hesse-Cassel | Mãe: Frederica Carlota de Hesse-Darmstadt | Avó materna: Doroteia Carlota de Brandemburgo-Ansbach | Bisavô materno: Alberto II de Brandemburgo-Ansbach      |
| Carolina Guilhermina de Hesse-Cassel | Mãe: Frederica Carlota de Hesse-Darmstadt | Avó materna: Doroteia Carlota de Brandemburgo-Ansbach | Bisavó materna: Sofia Margarida de Oettingen-Oettingen  |